# Ceratomontia tabulae
Ceratomontia tabulae is een hooiwagen uit de familie Triaenonychidae.